# ジェオックス・TMC
ジェオックス・TMC（Geox-TMC）は、スペインを本拠とする自転車競技、ロードレースのチーム名である。

## 沿革
2004年
- マウロ・ジャネッティ率いる、サウニエル・ドゥバル＝プロディール（Saunier Duval-Prodir）[1]として結成。
- ミゲル・アンヘル・マルティン・ペルディゲーロがクラシカ・サンセバスティアンを優勝。
- レオナルド・ピエポリ、コンスタンティノ・サバリャがブエルタ・ア・エスパーニャで区間優勝。

2005年
- UCIプロチームとして承認される。

2006年
- レオナルド・ピエポリがジロ・デ・イタリアで2度区間優勝。
- デヴィッド・ミラー、フランシスコ・ベントソが、ブエルタ・ア・エスパーニャで区間優勝。

2007年
- ジロ・デ・イタリア
  - 区間優勝　イバン・マヨ、レオナルド・ピエポリ、リカルド・リッコ、ジルベルト・シモーニ
  - 山岳賞　レオナルド・ピエポリ
- レオナルド・ピエポリがブエルタ・ア・エスパーニャで区間優勝。
- フアン・ホセ・コーボがバスク一周で総合優勝。

2008年
- リカルド・リッコがジロ・デ・イタリアで2度区間優勝。
- ツール・ド・フランスを目前にして、サウニエル・ドゥバル＝スコット（Saunier Duval-Scott）[2]に名称変更。ところが、そのツール・ド・フランスにおいて、チームの存在そのものを揺るがす激震が走る。
- 第12ステージスタート直前となる7月17日、リカルド・リッコに、第4ステージ終了後に尿検査で採取されたサンプルからCERA陽性反応が出たという、フランス・アンチドーピング機関の話を受け、リッコはフランス警察当局に勾留され今大会から除外。この事にかんがみ、チームを大会そのものから撤退するを決意したため、参加選手全員がリタイアすることになった。さらに、リッコのドーピング問題が解決に至るまで、レース活動そのものを一時休止することを決めたが、チーム結成時よりメインスポンサーとなっていたサウニエル・ドゥバルがこれを契機に撤退。さらに、リッコと当初はドーピング違反容疑に止まっていたレオナルド・ピエポリの2人を解雇した上で同年8月、スコット＝アメリカン・ビーフとして再出発することになった。
- しかし同年10月、レオナルド・ピエポリにもCERA陽性が発覚したことを受け、スコット＝アメリカン・ビーフ（Scott-American Beef）も撤退を決めた。

2009年
- フジ・セルベット（Fuji-Servetto）[3]として再始動。

前年までクイックステップに在籍し、同チームがステファン・シューマッハーと契約した (同年のツール・ド・フランスでのドーピングが発覚した為に白紙撤回) ために再契約されなかった名選手であるパオロ・ベッティーニとの契約を画策した。しかし、ベッティーニが2008年の世界選手権の期間中に引退を発表したために頓挫した。
また、引退したベッティーニをフロント入りさせる計画もあったがこれも頓挫した。
- フアン・ホセ・コーボがブエルタ・ア・エスパーニャで区間優勝。

2010年
- フットオン・セルベット・フジ（Footon-Servetto-Fuji）[5][6]に改称。また、2009年までコンテントポリス・アンポという自転車チームのサブスポンサーとなっていたスペインの鋳造メーカー、アンポ（Ampo）が資金を援助することになった[7]。

しかし、若手主体のチーム構成へと陣容が変化した (前年から引き続いて契約した選手は24名中4名のみで新人を多く雇った結果、チーム平均年齢は24.4歳となった) ため、UCIプロチームライセンスは維持できたものの、チーム力がプロフェッショナルコンチネンタルチームとあまり変わらなくなったことが原因で成績が振るわず、アンポは同年限りで資金援助を打ち切ることを決めた。
2011年
- イタリアの靴メーカーであるジェオックスと、スペインのカンタブリア州に所在する変圧器メーカーであるTMCがスポンサーとなり、当名称に改変。同年シーズンにあたり、カルロス・サストレ、デニス・メンショフという、グランツール総合優勝経験者の獲得に成功した。
- しかし、UCIプロチームのライセンスを土壇場になってUCIから却下[8]され、プロフェッショナルコンチネンタルチームに甘んじることになった。加えて、同年のツール・ド・フランスのワイルドカード枠からも外れた[9]。
- ブエルタ・ア・エスパーニャでコーボが総合優勝した。
- 10月20日チームの解散を表明。

## 2011年陣容
2011年2月15日更新
- ゼネラル・マネジャー - マウロ・ジャネッティ

| 選手名                           | 国籍         | 生年月日       | 前年所属チーム                   |
| -------------------------------- | ------------ | -------------- | -------------------------------- |
| トマス・アルベリオ               | イタリア     | 1989年3月31日  | 新人                             |
| マウリシオ・アルディラ           | コロンビア   | 1979年5月21日  | ラボバンク                       |
| ダビ・ブランコ                   | スペイン     | 1975年3月3日   | パルメイラス・リゾート＝タヴィラ |
| マティアス・ブレンドレ           | オーストリア | 1989年12月7日  |                                  |
| ジャンパオロ・ケウーラ           | イタリア     | 1979年5月23日  |                                  |
| フアン・ホセ・コーボ             | スペイン     | 1981年2月11日  | ケス・デパーニュ                 |
| ダニエーレ・コッリ               | イタリア     | 1982年4月19日  | チェラミカ・フラミニア           |
| マルコ・コルティ                 | イタリア     | 1986年4月2日   |                                  |
| ダビ・デ・ラ・フエンテ           | スペイン     | 1981年5月4日   | アスタナ                         |
| アルカイツ・ドゥラン             | スペイン     | 1986年5月18日  |                                  |
| ファビオ・フェッリーネ           | イタリア     | 1990年3月29日  |                                  |
| シャビエル・フロレンシオ         | スペイン     | 1979年12月26日 | サーヴェロ・テストチーム         |
| ノエ・ジャネッティ               | スイス       | 1989年10月6日  |                                  |
| ダビ・グティエレス・グティエレス | スペイン     | 1982年4月2日   |                                  |
| ディミトリ・コゾンチュク         | ロシア       | 1984年4月5日   | ラボバンク                       |
| マルコ・クンプ                   | スロベニア   | 1988年9月9日   | アドリア・モービル               |
| デニス・メンショフ               | ロシア       | 1978年1月25日  | ラボバンク                       |
| マッテオ・ペルッキ               | イタリア     | 1989年1月21日  | 新人                             |
| ダニエーレ・ラット               | イタリア     | 1989年10月5日  | カルミオーロ - NGC               |
| カルロス・サストレ               | スペイン     | 1975年4月22日  | サーヴェロ・テストチーム         |
| ラファエル・バリュス             | スペイン     | 1987年6月25日  |                                  |
| マルセル・ヴァイス               | スイス       | 1986年6月25日  | サーヴェロ・テストチーム         |